# 荻伏牧場
荻伏牧場（おぎふしぼくじょう）は、日本の北海道浦河郡浦河町に所在した競走馬の生産牧場。

## 沿革
戦国時代の水軍で名高い九鬼嘉隆を祖とする一族が代々藩主を務めた三田藩（現在の三田市）には、開国によってアメリカ人プロテスタント宣教師が来日した。氏族の特権を失い困窮した三田藩士は、西洋文明を入れて近代化に取り組むとともにキリスト教に改宗し、馬術を得意とした鈴木清を中心として、1880年（明治13年）、北海道開拓を目的とした赤心社を結社した。北海道開拓使は、10年間で開墾した土地は無償で払い下げるという条件で、浦河郡日高幌別川流域の西舎（にしちゃ）村（現在の浦河町西部）への入植を許可した。彼らはキリスト教的理想郷の建設を目指し、新大陸北海道へ渡った。移民船は暴風に遭遇して千島まで漂流し、腸チフスの流行、幌別川の氾濫によって初期の入植は困難を極めた。
1882年（明治15年）4月に、福澤諭吉の弟子であった沢茂吉を指導者として神戸港を出た80人ほどの赤心社移民団は、25日の航海の後、5月に元浦川（現在の浦河町荻伏）に上陸した。彼らは1886年（明治19年）に在来種の種馬を購入して馬産を開始すると、アラブ、トロッター、ペルシュロンなどの種牡馬を入れて品種改良に取り組んだ。大変な艱難の末に彼らの開拓事業は軌道に乗り、赤心社は北海道開拓会社として歴史的な成功を収めた。
1900年代初頭、日露戦争の教訓を糧に政府は産馬育成の強化をはじめ、1907年（明治40年）6月、赤心社が拓いた西舎に内閣日高種畜牧場を設置して、アングロアラブ種牡馬アラデュを導入した。翌年にはサラブレッド種牡馬ブレアーモアーが導入されている。日高種畜牧場の転機になったのは、1937年（昭和12年）にアガ・カーンの生産馬であるセフトが種牡馬として輸入された時である。戦前最後の輸入種牡馬セフトは、種牡馬としての絶頂期を太平洋戦争で棒に振ったが、それでも「幻の馬」トキノミノルや二冠馬のボストニアン、スウヰイスーらの父となって空前の成功を収め、太平洋戦争が終わると5年連続の日本のリーディングサイアーになった。その後も1958年（昭和33年）から3年連続でライジングフレームがリーディングサイアーになり、日本のサラブレッド生産地図は、それまでの千葉・東北中心から日高中心に塗り替えられた。なお日高種畜牧場は変遷を経て現在はJRA育成牧場となっている。
日高種畜牧場が絶頂を謳歌していた1960年（昭和35年）、斎藤卯助が荻伏駅前で営んでいた旅館に、斎藤の旧友の武田文吾がやってきた。既に武田は無敗の二冠馬コダマの調教師として名を馳せていた。武田は次の名馬の卵を探して斎藤のもとを訪れたのである。どこかにいい馬はいないかと問われた斎藤は、浦河の小さな牧場に案内して生まれたばかりの仔馬に引き合わせた。後のシンザンである。
斎藤卯助は名種牡馬ネヴァービートを輸入した人物としても知られ、後に日高軽種馬農協の組合長や中央競馬の運営審議委員を歴任し、日高の馬産の発展に尽力して「日高のゴッドファーザー」と呼ばれた。その斎藤卯助が場長を務める荻伏牧場は、はじめはシンザンの育成牧場として名を知られるようになった。広い敷地を持つ荻伏牧場で育成されて活躍した競走馬には、シンザンのほかマックスビューティ、シャダイカグラ、スーパークリーク、ウイニングチケットなどを挙げることができる。
しかし当時5頭ほどの繁殖牝馬しかもたなかった荻伏牧場の名を世に知らしめたのは、40年以上にわたって活躍馬を出し続けている華麗なる一族によるところが大である。このほか、荻伏牧場の主な生産馬として、オークスを勝ったノアノハコブネや日本ダービー 2着のスズマッハが挙げられる。この2頭は、斎藤卯助の息子斎藤隆が牧場長となってからの生産馬である。
1980年代後半になると荻伏牧場は年間の生産者成績で毎年トップ10に入るほど成功し、共同馬主クラブを運営するなどして大いに繁栄した。この頃の活躍馬としてカリブソングがいる。1990年代になってダイイチルビーの活躍、天皇賞連覇のスーパークリークに15億円のシンジケートが組まれる等、次々と新種牡馬を導入し拡大路線がとられたが、ことごとく失敗に終わる。この頃にはKBS京都の競馬中継内で荻伏牧場のテレビコマーシャルも放映されていた。
一時期は年間100頭を越えた生産馬も、1990年代半ばから経営規模を縮小した。運営する一口馬主クラブ「荻伏牧場レーシングクラブ」の「オギ」冠号のクラブ馬が走らず低迷し、出資会員への賞金配当が遅れたり、出資馬の突然の取消しなどトラブルが続き、ついには暴力団との関係を指摘する声まであがり、1996年頃、牧場と関連会社は倒産した。華麗なる一族は他の牧場へ散っていき、牧場やクラブの経営母体も変わった。1995年の重賞を勝ったオギティファニーは最後の活躍馬となる。
「荻伏牧場レーシングクラブ」は、のちに「荻伏レーシング・クラブ」、更に「ブルーマネジメント」と改称し、現在は「YGGホースクラブ」となっている。
また、荻伏牧場の敷地の一部は同じく荻伏内に拠点を置く高昭牧場の分場として利用されている。